# قسم ديمكاران الريفي (مقاطعة بهار)
قسم دیمکاران الريفي (بالفارسية: دهستان دیمکاران) هي منطقة ريفية تقع في إيران في Salehabad District. يقدر عدد سكانها بـ 9,409 نسمة .